# Gabriëlle Demets
Gabriëlle Marie Julie Gerniers-Demets (Waarmaarde, 26 augustus 1899 - Zwevegem, 1 mei 2010) was als 110-jarige gedurende 15 dagen, sinds het overlijden van de 111-jarige Bernardina Van Dommelen op 16 april 2010, de oudste mens van België en is de oudste inwoonster ooit van West-Vlaanderen geworden.
Zij werd in de Avelgemse deelgemeente Waarmaarde geboren. Haar ouders waren landbouwers. Zelf hielp ze, net als de andere zes kinderen van het gezin, mee in het huishouden en op het land. Zij liep onder andere school in Celles, de Henegouwse buurgemeente van Spiere-Helkijn, waar ze drie jaar lang Franstalig onderricht kreeg. Dat is ook de reden waarom Gabriëlle in haar laatste jaren de Franse taal nog altijd bijzonder goed begreep.
Gabriëlle trouwde in 1936 met Charles Gerniers, familie van Victor Gerniers, die op het einde van haar leven burgemeester was van Anzegem. Ze kregen drie zonen: Frans, Luc en Jaak. Samen runden ze een weverij in hun huis in de gemeente Zwevegem. Veel hebben ze echter niet kunnen genieten van hun leven samen, want Charles stierf al op 21 juli 1944. Hij was een van de oorlogsslachtoffers van het bombardement van de geallieerden op Kortrijk.
Na die persoonlijke ramp nam Gabriëlle zelf de leiding van het bedrijf in handen. Zij hield de weverij draaiende tot 1958. Terwijl Frans trouwde en de echtelijke woning verliet, bleven Jaak en Luc na stopzetting van de bedrijfsactiviteiten thuis bij moeder Gabriëlle.
Gabriëlle woonde tot ruim na haar 110e verjaardag nog steeds in haar eigen huis, samen met Jaak en Luc. Spraakzaam was ze niet meer, wel nog redelijk helder van geest. Zo volgde ze nog altijd de actualiteit op de tv, aldus haar zonen. Maar sinds begin 2010 verbleef ze in een verzorgingstehuis, omdat haar gezondheid na een val sterk achteruitgegaan was. Uiteindelijk kreeg ze zelfs doorligwonden, waaraan ze dan ook overleed in een naburig ziekenhuis.